# Seznam generálních tajemníků Hizballáhu
Tento článek obsahuje seznam generálních tajemníků Hizballáhu.

## Chronologický přehled
| Pořadí | Portrét | Jméno (narození–úmrtí)      | Působení v úřadu | Působení v úřadu | Ref.        |
| Pořadí | Portrét | Jméno (narození–úmrtí)      | Nástup           | Odchod           | Ref.        |
| ------ | ------- | --------------------------- | ---------------- | ---------------- | ----------- |
| 1.     |         | Subhí at-Tufajlí (* 1948)   | 1989             | 1991             | –           |
| 2.     |         | Abbás al-Músáví (1952–1992) | květen 1991      | 16. února 1992   | [ 1 ] [ 2 ] |
| 3.     |         | Hasan Nasralláh (1960–2024) | 16. února 1992   | 27. září 2024    | [ 3 ]       |
| 4      |         | Na'ím Qásim (* 1953)        | 29. říjen 2024   | úřadující        | -           |